# Kolofo'ou
Kolofo'ou è un distretto delle Tonga della divisione di Tongatapu con 17 294 abitanti (censimento 2021).
Nel 19º secolo Nukuʻalofa divenne il centro della cristianità a Tonga e questo provò una notevole espansione della città, divenne dunque essenziale che fosse riorganizzata per un'efficace amministrazione della capitale. La riorganizzazione di Nukuʻalofa ha diviso la città in tre aree distrettuali principali: Kolomotuʻa, Kolofoʻou e Maʻufanga. In questo distretto, dunque, si trova il Palazzo reale di Tonga e la sede del governo.

## Località
Di seguito l'elenco dei villaggi del distretto:
- Kolofo'ou - 7 244 abitanti
- Ma'ufanga - 6 987 abitanti
- Nukunukumotu - 61 abitanti
- Popua - 2 354 abitanti
- Tukutongan - 160 abitanti
- Pangaimotu - 10 abitanti
- Fafaa - 7 abitanti